# Lotto (marca)
Lotto Sport Italia es una empresa italiana de textil con sede en Trevignano, Treviso, al noreste de Italia, que se dedica a la fabricación de artículos deportivos. Se cree que esta compañía deportiva empezó como fabricante de calzado de tenis.
Sus inicios datan de junio de 1973 en Trevignano, provincia de Treviso, Italia. Lotto fue fundada por la familia Caberlotto, quien en esos años fabricaban implementos deportivos para el equipo de fútbol Treviso FC. Actualmente, Lotto produce y comercializa artículos deportivos para el tenis, baloncesto, vóleibol, atletismo y el fútbol en 70 países. Dentro de los patrocinios o sponsor logístico, actualmente, viste al Atlético Bucaramanga, del fútbol colombiano, así como el Club Sport Huancayo de la Liga 1 peruana y también al Club Deportivo El Nacional de la LigaPro de Ecuador. 

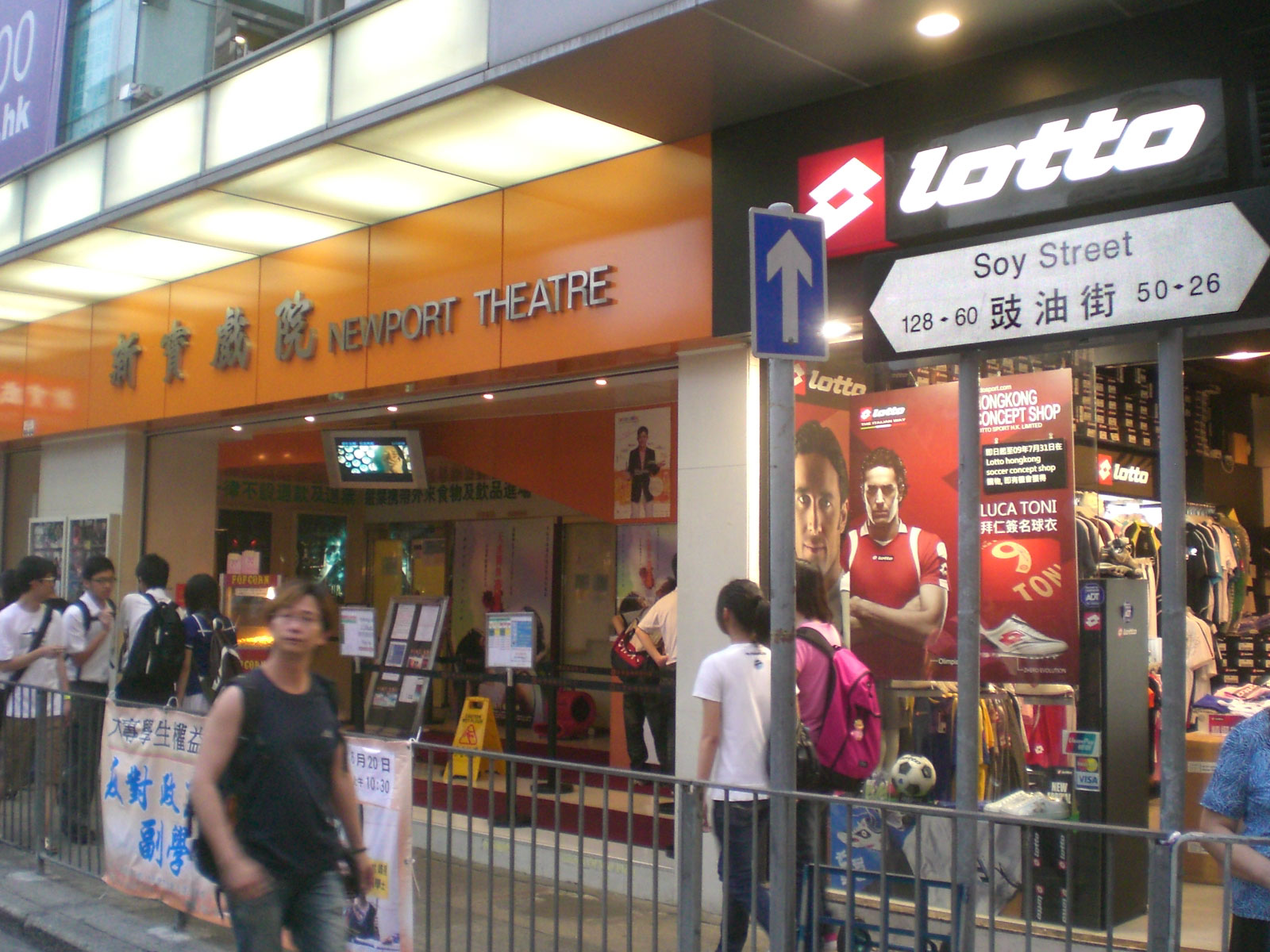
Almacén Lotto en Hong Kong.